# 胡伊萱案
胡伊萱案又称桦南孕妇为夫猎艳杀人案，是指黑龙江省桦南县2013年7月24日，实习护士胡伊萱在护送一名街头求助的孕妇回家时，被孕妇及其丈夫合伙杀害的案件。被害人胡伊萱是黑龙江省佳木斯桦南县人，佳木斯林业卫校护理专业学生，当时正在桦南县人民医院实习，被害时年仅17岁。

## 事件概要
- 2013年
  - 7月24日，樺南醫院實習生胡伊萱（1996年9月10日-2013年7月24日）護送孕婦譚蓓蓓（1981年3月14日-）回家後，喝下對方已摻入迷藥的酸奶後昏迷。其後譚婦丈夫白雲江（1976年5月8日-2015年1月30日）[3] 欲對胡女性侵，但因對方是逢生理期而未遂。之後其夫害怕犯行被揭發，夫妻倆便合作將其殺害滅口。
  - 7月28日，警方調錄當地監控錄像後被害人跟隨一名孕婦走進林業大院一棟家屬樓後再未出來。3小時後，該孕婦與一男子拖著一大旅行箱出樓，將旅行箱裝入一輛紅色轎車後開走。警方以此認定兩人有重大犯罪嫌疑，於是將嫌犯譚蓓蓓、白雲江抓捕歸案。
  - 8月6日，谭蓓蓓生下一名男婴[4]。
  - 法院查明[5]，谭蓓蓓的作案动机是为满足丈夫，以弥补夫妇关系，故寻找少女（处女），供其强奸。
  - 警方查明，两人曾在案发前的6月25日麻醉白云江女儿白某某和同学苏某某。意图强奸苏某某，最终放弃。7月19日，两人企图麻醉抢劫白云江同学康某某及其女友[4]。
- 2014年
  - 5月29日，佳木斯市人民检察院向佳木斯市中级人民法院提起公诉，指控白云江、谭蓓蓓犯故意杀人罪、强奸罪、抢劫罪[6]。
  - 6月12日，佳木斯市中级人民法院少年审判庭组成的合议庭进行不公开审理，不公开审理系因涉及个人隐私[6]。
  - 6月16日，佳木斯市中级人民法院一審宣判。被告人白雲江犯故意殺人罪，判處死刑，剝奪政治權利終身；犯強姦罪，判處有期徒刑六年；犯搶劫罪，判處有期徒刑八年，數罪併罰決定執行死刑。被告人譚蓓蓓犯故意殺人罪，判處無期徒刑，剝奪政治權利終身；犯強姦罪，判處有期徒刑五年；犯搶劫罪，判處有期徒刑六年，數罪併罰決定執行無期徒刑，剝奪政治權利終身。白云江当庭表示不服判决，向黑龙江省高级人民法院提起上诉[5]。谭蓓蓓表示不上诉[6]。
  - 9月17日上午，黑龙江省高级人民法院进行二审不公开审理[6]。
  - 11月24日，黑龙江省高级人民法院在佳木斯市进行二审公开宣判，驳回白云江的上诉，维持一审判决，并报请最高人民法院核准[5]。
- 2015年
  - 1月30日上午，佳木斯市中级人民法院遵照最高人民法院签发的执行死刑命令，将罪犯白云江验明正身，押赴刑场，执行死刑[7]。